# Gertrude Astor
Gertrude Astor, nata Gertrude Irene Astor (Lakewood, 9 novembre 1887 – Woodland Hills, 9 novembre 1977), è stata un'attrice statunitense, chiamata talvolta Gertrude Aster.

## Biografia
Nata nell'Ohio, Gertrude Astor fece parte di un gruppo musicale femminile dove suonava il trombone. Con la band, girò gli Stati Uniti fino a New York: lì lasciò il gruppo per passare a lavorare nel cinema, dove ottenne all'inizio dei ruoli di comparsa. La prima volta che il suo nome appare nei titoli, è in un cortometraggio della Biograph.
La sua carriera cinematografica, che durò dal 1915 al 1962, fu molto prolifica. Il suo nome appare in 285 film, sovente in ruoli di caratterista. Ha lavorato spesso con Hal Roach e con la coppia Stanlio & Ollio.
Morì nel giorno del suo 90º compleanno, il 9 novembre 1977 a Woodland Hills a causa di un ictus.

## Galleria d'immagini

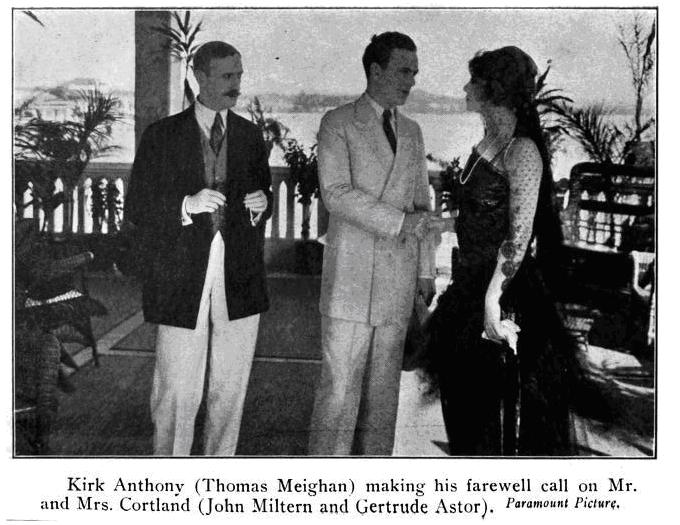
John Miltern, Thomas Meighan e Gertrude Astor in The Ne'er Do Well (foto di Rex Beach - 1911)
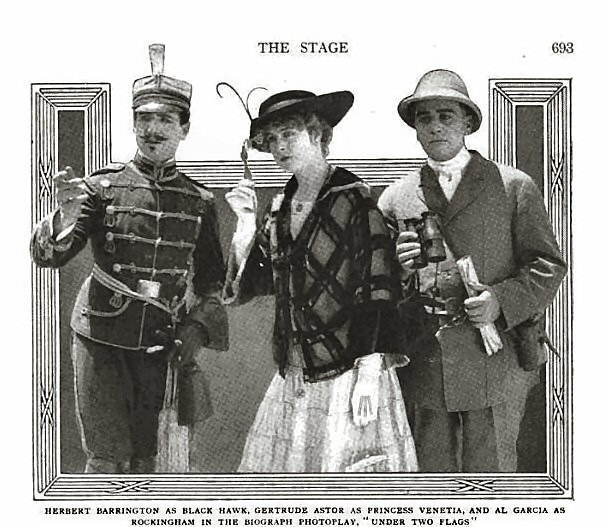
Gertrude Astor, Herbert Barrington, e Al Garcia in Under Two Flags (1915)
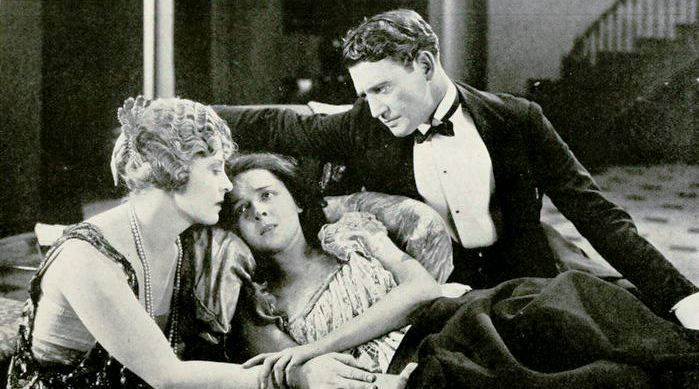
Gertrude Astor, Colleen Moore e Richard Dix

## Filmografia parziale
- The Ne'er Do Well- cortometraggio (1911)
- Under Two Flags, regia di Travers Vale (1915)
- The Janitor's Vacation, regia di Wallace Beery (1916)
- The Shadows of Suspicion, regia di Donald MacDonald (1916)
- Bombs and Banknotes, regia di Wallace Beery (1917)
- The Devil's Pay Day, regia di William Worthington (1917)
- Some Specimens, regia di Louis Chaudet - cortometraggio (1917)
- The Scarlet Crystal, regia di Charles Swickard (1917)
- Polly Redhead, regia di Jack Conway (1917)
- A Startling Climax, regia di George L. Sargent (1917)
- Follow the Tracks, regia di Louis Chaudet (1917)
- A Darling in Buckskin, regia di William V. Mong (1917)
- By Speshul Delivery, regia di George L. Sargent (1917)
- Heart of Gold, regia di George L. Sargent (1917)
- The Little Orphan, regia di Jack Conway (1917)
- Il re dell'audacia (The Gray Ghost), regia di Stuart Paton (1917)
- The Rescue, regia di Ida May Park (1917)
- Il compagno di Cheyenne (Cheyenne's Pal), regia di John Ford (1917)
- The Golden Heart, regia di George L. Sargent (1917)
- The Girl Who Won Out, regia di Eugene Moore (1917)
- Bondage, regia di Ida May Park (1917)
- The Price of a Good Time, regia di Phillips Smalley e Lois Weber (1917)
- The Lash of Power, regia di Harry Solter (1917)
- All'assalto del viale (Bucking Broadway), regia di Jack Ford (1917)
- The Guy and the Geyser, regia di Craig Hutchinson (1918)
- Vamping the Vamp, regia di Alfred Santell (1918)
- The Great Sea Scandal, regia di Craig Hutchinson (1918)
- The Girl Who Wouldn't Quit di Edgar Jones (1918)
- Pink Pajamas, regia di Alfred Santell (1918)
- The Lion's Claws, regia di Harry Harvey e Jacques Jaccard (1918)
- Mum's the Word, regia di Eddie Lyons e Lee Moran (1918)
- After the War, regia di Joseph De Grasse (1918)
- Shot in the Dumbwaiter, regia di Eddie Lyons e Lee Moran (1918)
- The Brazen Beauty, regia di Tod Browning (1918)
- Maid Wanted, regia di Eddie Lyons e Lee Moran (1918)
- Tapering Fingers, regia di John Francis Dillon (1919)
- La bestia nera (The Wicked Darling), regia di Tod Browning (1919)
- Mixed Tales, regia di Eddie Lyons e Lee Moran (1919)
- Lay Off!, regia di Eddie Lyons e Lee Moran (1919)
- The Wife Breakers, regia di Eddie Lyons e Lee Moran (1919)
- What Am I Bid?, regia di Robert Z. Leonard (1919)
- Destiny, regia di Rollin S. Sturgeon (1919)
- Pretty Smooth, regia di Rollin Sturgeon (1919)
- Missing Husband, regia di Eddie Lyons e Lee Moran (1919)
- Loot, regia di William C. Dowlan (1919)
- The Trembling Hour, regia di George Siegmann (1919)
- Il dominatore del Bengala (The Lion Man), regia di Albert Russell e Jack Wells (1919)
- Burning Daylight, regia di Edward Sloman (1920)
- Occasionally Yours, regia di James W. Horne (1920)
- Il marchio di fuoco (The Branding Iron), regia di Reginald Barker (1920)
- The Concert, regia di Victor Schertzinger (1921)
- Through the Back Door, regia di Alfred E. Green e Jack Pickford (1921)
- Who Am I?, regia di Henry Kolker (1921)
- Her Mad Bargain, regia di Edwin Carewe (1921)
- Lucky Carson, regia di Wilfrid North (1921)
- The Wall Flower, regia di Rupert Hughes (1922)
- Seeing's Believing, regia di Harry Beaumont (1922)
- L'età di amare (Beyond the Rocks), regia di Sam Wood (1922)
- Hurricane's Gal, regia di Allen Holubar (1922)
- Skin Deep, regia di Lambert Hillyer (1922)
- The Kentucky Derby, regia di King Baggot (1922)
- I banditi di Lost-Hope (Lorna Doone), regia di Maurice Tourneur  (1922)
- Una donna impossibile (The Impossible Mrs. Bellew), regia di Sam Wood (1922)
- You Never Know, regia di Robert Ensminger (1922)
- The Ninety and Nine, regia di David Smith (1922)
- Hollywood, regia di James Cruze (1923)
- Alice Adams, regia di Rowland V. Lee  (1923)
- Roberto di Hentzau (Rupert of Hentzau), regia di Victor Heerman (1923)
- The Six-Fifty, regia di Nat Ross (1923)
- Flaming Youth, regia di John Francis Dillon (1923)
- The Wanters, regia di John M. Stahl (1923)
- The Ne'er-Do-Well (1923)
- Secrets, regia di Frank Borzage (1924)
- Broadway or Bust, regia di Edward Sedgwick (1924)
- Daring Love, regia di Rowland G. Edwards (1924)
- Fight and Win, regia di Erle C. Kenton (1924)
- The Torrent, regia di William Doner e A.P. Younger (1924)
- All's Swell on the Ocean, regia di Erle C. Kenton e Jess Robbins (1924)
- The Silent Watcher, regia di Frank Lloyd (1924)
- The Ridin' Kid from Powder River, regia di Edward Sedgwick (1924)
- Robes of Sin, regia di Russell Allen (1924)
- Easy Money, regia di Albert Rogell (Albert S. Rogell) (1925)
- The Reckless Sex, regia di Alan James (1925)
- Folly of Youth, regia di George Hively (1925)
- La danzatrice spagnola (The Charmer), regia di Sidney Olcott (1925)
- The Verdict, regia di Fred Windemere (1925)
- Pursued, regia di Dell Henderson (1925)
- L'orgoglio del Kentucky (1925)
- The Wife Who Wasn't Wanted, regia di James Flood (1925)
- Satan in Sables, regia di James Flood (1925)
- Borrowed Finery, regia di Oscar Apfel (1925)
- Teatromania (Stage Struck), regia di Allan Dwan (1925)
- Laughing Ladies, regia di James W. Horne (1925)
- Ship of Souls, regia di Charles Miller (1925)
- Addio mia bella addio (Behind the Front), regia di A. Edward Sutherland (1926)
- Dizzy Daddies, regia di Richard Wallace (1926)
- Wife Tamers, regia di James W. Horne (1926)
- Kiki, regia di Clarence Brown (1926)
- The Boy Friend, regia di Monta Bell (1926)
- Don Juan's Three Nights, regia di John Francis Dillon (1926)
- La grande sparata (The Strong Man), regia di Frank Capra (1926)
- Dame Chance, regia di Bertram Bracken (1926)
- The Old Soak, regia di Edward Sloman (1926)
- The Country Beyond, regia di Irving Cummings (1926)
- Tell 'Em Nothing, regia di Leo McCarey (1926)
- Sin Cargo, regia di Louis J. Gasnier (1926)
- The Cheerful Fraud, regia di William Seiter (1926)
- Lightning Lariats, regia di Robert De Lacey (1927)
- La ballerina del taxi (The Taxi Dancer), regia di Harry Millarde (Harry F. Millarde) (1927)
- Il castello degli spettri (The Cat and the Canary), regia di Paul Leni (1927)
- Shanghaied, regia di Ralph Ince (1927)
- Pretty Clothes, regia di Phil Rosen (1927)
- The Irresistible Lover, regia di William Beaudine (1927)
- La capanna dello zio Tom (Uncle Tom's Cabin), regia di Harry A. Pollard (1927)
- The Small Bachelor, regia di William A. Seiter (1927)
- Ginsberg the Great, regia di Byron Haskin (1927)
- Oh, What a Man!, regia di Larry Semon (1927)
- The Cohens and the Kellys in Paris, regia di William Beaudine (1928)
- Rose-Marie, regia di Lucien Hubbard (1928)
- The Family Group, regia di Fred Guiol e Leo McCarey (1928)
- Five and Ten Cent Annie, regia di Roy Del Ruth (1928)
- Hit of the Show, regia di Ralph Ince (1928)
- The Butter and Egg Man, regia di Richard Wallace (1928)
- Stocks and Blondes, regia di Dudley Murphy (1928)
- The Naughty Duchess, regia di Tom Terriss (1928)
- Il destino (A Woman of Affairs), regia di Clarence Brown (1928)
- Chasing Husbands, regia di James Parrott (1928)
- L'albergo delle sorprese (Synthetic Sin), regia di William A. Seiter (1929)
- The Fatal Warning, regia di Richard Thorpe (1929)
- Two Weeks Off, regia di William Beaudine (1929)
- The Fall of Eve, regia di Frank R. Strayer (1929)
- Letti gemelli (Twin Beds), regia di Alfred Santell (1929)
- Giustizia dei ghiacci (Frozen Justice), regia di Allan Dwan  (1929)
- L'indomabile (Untamed), regia di Jack Conway (1929)
- Be Yourself!, regia di Thornton Freeland (1930)
- Dames Ahoy, regia di William James Craft (1930)
- Live and Learn, regia di Fred Guiol (1930)
- The Boss's Orders, regia di Fred Guiol (1930)
- The Doctor's Wife (1930)
- Over the Radio, regia di Fred Guiol (1930)
- Finger Prints, regia di Ray Taylor (1931)
- Twisted Tales, regia di Wallace Fox (1931)
- Hell Bound, regia di Walter Lang (1931)
- Poker Widows, regia di Leslie Pearce (1931)
- Un salvataggio pericoloso (Come Clean), regia di James W. Horne (1931)
- Wedding Belles, regia di Sam Newfield (1931)
- Zwei Ritter ohne Furcht und Tadel, regia di James W. Horne (1932)
- In Walked Charley, regia di Warren Doane (1932)
- They Never Come Back, regia di Fred C. Newmeyer (1932)
- While Paris Sleeps, regia di Allan Dwan (1932)
- High Hats and Low Brows, regia di Harry Sweet (1932)
- The Western Limited, regia di Christy Cabanne (1932)
- Flaming Gold, regia di Ralph Ince (1932)
- Hesitating Love, regia di James W. Horne (1932)
- Silenzio sublime (Frisco Jenny), regia di William A. Wellman (1932)
- Wine, Women and Song, regia di Herbert Brenon (1933)
- The Plumber and the Lady, regia di Babe Stafford (1933)
- I Have Lived, regia di Richard Thorpe (1933)
- Ship of Wanted Men, regia di Lewis D. Collins (1933)
- Crook's Tour, regia di Robert F. McGowan (1933)
- Carnival Lady, regia di Howard Higgin (1933)
- Guilty Parents, regia di Jack Townley (1934)
- I'll Take Vanilla, regia di Charles Parrott (1934)
- Now I'll Tell, regia di Edwin J. Burke (1934)
- Washee Ironee, regia di James Parrott (1934)
- Tailspin Tommy, regia di Louis Friedlander (1934)
- The Chases of Pimple Street, regia di Charles Parrott (1934)
- Il grande Barnum (The Mighty Barnum), regia di Walter Lang (1934)
- Sweet Adeline, regia di Mervyn LeRoy (1934)
- Northern Frontier, regia di Sam Newfield (1935)
- Okay Toots!, regia di Charles Parrott e William H. Terhune (1935)
- The Drunkard, regia di Albert Herman (1935)
- Four Hours to Kill!, regia di Mitchell Leisen (1935)
- Border Brigands, regia di Nick Grinde (1935)
- Non più signore (No More Ladies), regia di Edward H. Griffith (1935)
- Honeymoon Limited, regia di Arthur Lubin (1935)
- La nave di Satana (Dante's Inferno), regia di Harry Lachman (1935)
- Follie di Broadway 1936 (Broadway Melody of 1936), regia di Roy Del Ruth (1935)
- Here Comes the Band, regia di Paul Sloane (1935)
- Cappy Ricks Returns, regia di Mack V. Wright (1935)
- It's in the Air, regia di Charles Reisner (1935)
- Bad Boy, regia di John G. Blystone (1935)
- Manhattan Monkey Business, regia di Charles Parrott e Harold Law (1935)
- I Don't Remember, regia di Preston Black (Jack White) (1935)
- The Mysterious Avenger, regia di David Selman (1936)
- La via lattea (The Milky Way), regia di Leo McCarey (1936)
- Il paradiso delle fanciulle (The Great Ziegfeld), regia di Robert Z. Leonard (1936)
- San Francisco, regia di W. S. Van Dyke (1936)
- L'ultima prova (His Brother's Wife), regia di W.S. Van Dyke (1936)
- Postal Inspector, regia di Otto Brower (1936)
- Straight from the Shoulder, regia di Stuart Heisler (1936)
- Il magnifico bruto (Magnificent Brute), regia di John G. Blystone (1936)
- Allegri gemelli (Our Relations), regia di Harry Lachman (1936)
- Pugno di ferro (Great Guy), regia di John G. Blystone (1936)
- Empty Saddles, regia di Lesley Selander (1936)
- Rich Relations, regia di Clifford Sanforth (1937)
- Un colpo di fortuna (Easy Living), regia di Mitchell Leisen (1937)
- Anime sul mare (Soul at Sea), regia di Henry Hathaway (1937)
- L'uomo che gridava al lupo (The Man Who Cried Wolf), regia di Lewis R. Foster (1937)
- All Over Town, regia di James W. Horne (1937)
- Un mondo che sorge (Wells Fargo), regia di Frank Lloyd (1937)
- The Big Broadcast of 1938, regia di Mitchell Leisen (1938)
- Tassels in the Air, regia di Charley Chase (1938)
- Donne (The Women), regia di George Cukor (1939)
- Dust Be My Destiny, regia di Lewis Seiler (1939)
- $1000 a Touchdown, regia di James P. Hogan (1939)
- The Llano Kid, regia di Edward D. Venturini (1939)
- Notte bianca (The Doctor Takes a Wife), regia di Alexander Hall (1940)
- Misbehaving Husbands, regia di William Beaudine (1940)
- La porta d'oro (Hold Back the Dawn), regia di Mitchell Leisen (1941)
- Com'era verde la mia valle (How Green Was My Valley), regia di John Ford (1941)
- Signora per una notte (Lady for a Night), regia di Leigh Jason (1942)
- Frisco Lil, regia di Erle C. Kenton (1942)
- Sleepytime Gal, regia di Albert S. Rogell (1942)
- Vento selvaggio (Reap the Wild Wind), regia di Cecil B. De Mille (1942)
- Ragazze che sognano (Rings on Her Fingers), regia di Rouben Mamoulian (1942)
- Ondata d'amore (Moontide), regia di Archie Mayo (1942)
- Rough on Rents, regia di Ben Holmes (1942)
- Red River Robin Hood, regia di Lesley Selander (1942)
- Lost Canyon, regia di Lesley Selander (1942)
- Idaho, regia di Joseph Kane (1943)
- The Avenging Rider, regia di Sam Nelson (1943)
- Petticoat Larceny, regia di Ben Holmes (1943)
- La città rubata (The Kansan), regia di George Archainbaud (1943)
- Weird Woman, regia di Reginald Le Borg (1944)
- L'artiglio scarlatto (The Scarlet Claw), regia di Roy William Neill (1944)
- La voce magica (The Climax), regia di George Waggner (1944)
- Lights of Old Santa Fe, regia di Frank McDonald (1944)
- California (Can't Help Singing), regia di Frank Ryan (1944)
- Quella che non devi amare (Guest Wife), regia di Sam Wood (1945)
- Swingin' on a Rainbow, regia di William Beaudine (1945)
- Girls of the Big House, regia di George Archainbaud (1945)
- L'avventuriera di San Francisco (Allotment Wives), regia di William Nigh (1945)
- Fantasma vivo (Man Alive), regia di Ray Enright (1945)
- An Angel Comes to Brooklyn, regia di Leslie Goodwins (1945)
- Dick Tracy, regia di William Berke (1945)
- Il castello di Dragonwyck (Dragonwyck), regia di Joseph L. Mankiewicz (1946)
- La banda dei falsificatori (Crack-Up), regia di Irving Reis (1946)
- L'angelo del dolore (Sister Kenny), regia di Dudley Nichols (1946)
- Monsieur Verdoux, regia di Charles Chaplin (1947)
- Calcutta, regia di John Farrow (1947)
- Fun on a Week-End, regia di Andrew Stone (Andrew L. Stone) (1947)
- Governante rubacuori (Sitting Pretty), regia di Walter Lang (1948)
- Here Comes Trouble, regia di Fred Guiol (1948)
- Jinx Money, regia di William Beaudine (1948)
- Music Man, regia di Will Jason (1948)
- Joe Palooka in Winner Take All, regia di Reginald Le Borg (1948)
- La cara segretaria (My Dear Secretary), regia di Charles Martin (1948)
- In nome di Dio - Il texano (3 Godfathers), regia di John Ford (1948)
- Ho ritrovato la vita (Impact), regia di Arthur Lubin (1949)
- L'indiavolata pistolera (The Beautiful Blonde from Bashful Bend), regia di Preston Sturges (1949)
- Non c'è passione più grande (Jolson Sings Again), regia di Henry Levin (1949)
- Down Dakota Way (1949)
- Mary Ryan, Detective (1949)
- The Story of Seabiscuit regia di David Butler  (1949)
- Il romanzo di Thelma Jordon (The File on Thelma Jordon), regia di Robert Siodmak (1950)
- Più forte dell'odio (1950)
- Donna in fuga (1950)
- Father Makes Good (1950)
- Viale del tramonto (1950)
- Eva contro Eva (1950)
- Again... Pioneers (1950)
- Il messaggio del rinnegato (The Redhead and the Cowboy), regia di Leslie Fenton (1951)
- La rivolta degli Apaches (Apache Drums), regia di Hugo Fregonese (1951)
- Un posto al sole (A Place in the Sun), regia di George Stevens (1951)
- Chain of Circumstance, regia di Will Jason (1951)
- La campana del convento (Thunder on the Hill), regia di Douglas Sirk (1951)
- Lo sposo è un altro coso (1951)
- Disc Jockey (1951)
- L'avventuriero delle Ande (The Barefoot Mailman), regia di Earl McEvoy (1951)
- Crazy Over Horses, regia di William Beaudine (1951)
- Quando i mondi si scontrano (When Worlds Collide), regia di Rudolph Maté (1951)
- Fuga d'amore (1951)
- Ultime della notte (Scandal Sheet), regia di Phil Karlson (1952)
- Jet Job (1952)
- Paula, regia di Rudolph Maté (1952)
- The Rose Bowl Story (1952)
- Seduzione mortale (Angel Face), regia di Otto Preminger (1953)
- Morti di paura (Scared Stiff), regia di George Marshall (1953)
- Loose in London (1953)
- Corsa infernale (1953)
- Papà Gambalunga (Daddy Long Legs), regia di Jean Negulesco (1955)
- Tutti insieme appassionatamente (The Sound of Music), regia di Robert Wise (1965)